# سیارک ۳۵۳۳۴
سیارک ۳۵۳۳۴ (به انگلیسی: 35334 Yarkovsky، نامگذاری:1997FO1) سی و پنج هزار و سیصد و سی و چهارمین سیارک کشف شده‌است که در ۳۱ مارس ۱۹۹۷ کشف شد.